# Dee Rees

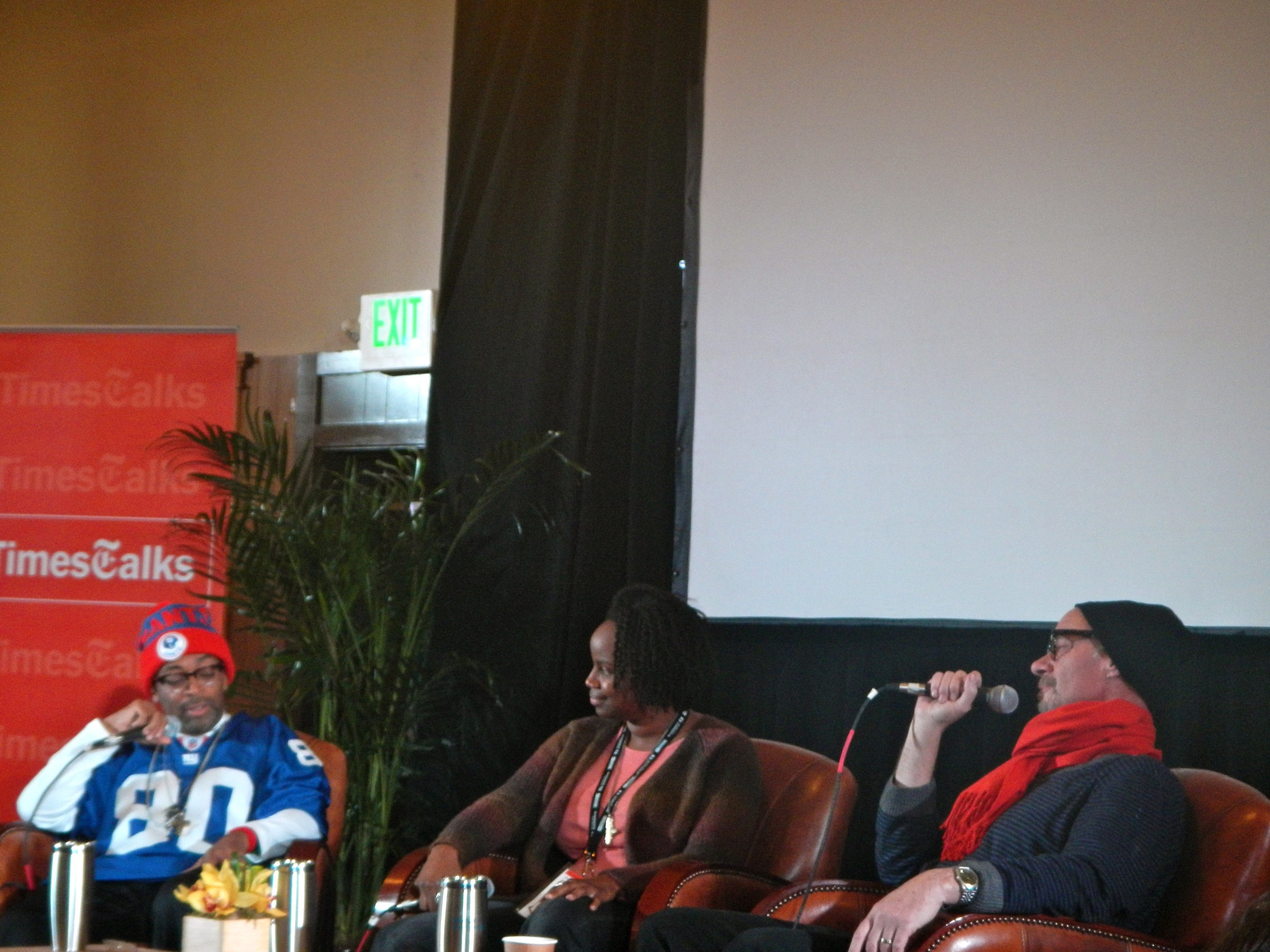
Dee Rees (Mitte) im Gespräch mit Spike Lee und David Carr beim Sundance Film Festival 2012

Dee Rees (* 30. November 1976 in Nashville) ist eine US-amerikanische Filmregisseurin und Drehbuchautorin. Gemeinsam mit Virgil Williams wurde Rees im Rahmen der Oscarverleihung 2018 für die Adaption des gleichnamigen Romans für ihren Film Mudbound für einen Oscar nominiert.

## Leben
Dee Rees wurde in Nashville in Tennessee geboren. Der erste von Rees gedrehte Film war Eventual Salvation, ein Dokumentarfilm über eine alte Frau, die in ihre Heimatstadt Monrovia zurückkehrt. Ihr Regiedebüt bei einem Spielfilm gab Rees 2011 mit dem Filmdrama Pariah. Einen Kurzfilm mit gleichem Titel hatte Rees bereits zuvor veröffentlicht. Für den biografischen Fernsehfilm Bessie, der sich mit dem Leben von Bessie Smith auseinandersetzte, wurde Rees 2015 in zwei Kategorien für einen Primetime Emmy Award nominiert.
Das epische Filmdrama Mudbound, bei dem Rees Regie führte und das sie im Januar 2017 auf dem Sundance Film Festival vorstellte, wurde von Kritikern vielfach gelobt und Rees gemeinsam mit Virgil Williams im Rahmen der Oscarverleihung 2018 für die Adaption des gleichnamigen Romans für einen Oscar nominiert.

## Filmografie (Auswahl)
- 2008: Eventual Salvation (Dokumentarfilm)
- 2011: Pariah
- 2015: Bessie (Fernsehfilm)
- 2017: Mudbound
- 2017: When We Rise (Fernsehserie, Regie zwei Folgen)
- 2020: Das Letzte, was er wollte (The Last Thing He Wanted)
- 2024: Masters of the Air (Miniserie)

## Auszeichnungen
Black Reel Award
- 2018: Nominierung für die Beste Regie (Mudbound)
- 2018: Nominierung für das Beste Drehbuch (Mudbound)[6]

Critics’ Choice Movie Awards
- 2018: Nominierung für das Beste adaptierte Drehbuch (Mudbound)[7]

Independent Spirit Award
- 2018: Auszeichnung mit dem Robert Altman Award (Mudbound)[8]

Los Angeles Online Film Critics Society Award
- 2018: Nominierung als Beste Regisseurin (Mudbound)
- 2018: Nominierung für das Beste adaptierte Drehbuch (Mudbound)[9]

NAACP Image Award
- 2018: Nominierung für das Beste Drehbuch (Mudbound)
- 2018: Nominierung für die Beste Regie (Mudbound)[10]

Oscar
- 2018: Nominierung für das Beste adaptierte Drehbuch (Mudbound)

Phoenix Film Critics Society Award
- 2017: Nominierung für das Beste adaptierte Drehbuch (Mudbound)[11]

Primetime Emmy Award
- 2015: Nominierung als Beste Regisseurin einer Miniserie, eines Fernsehfilms oder eines Spezialformates (Bessie)
- 2015: Nominierung als Beste Drehbuchautorin einer Miniserie, eines Fernsehfilms oder eines Spezialformates (Bessie)

Satellite Award
- 2017: 2017: Nominierung für die Beste Regie (Mudbound)[12]

Writers Guild of America Award
- 2018: Nominierung für das Beste Originaldrehbuch (Mudbound)[13]